# Campionat del món de corfbol 1999
El 6è Campionat del Món de corfbol es va disputar a la ciutat australiana d'Adelaida del 10 al 17 de juliol de 1999, amb la participació de 12 seleccions nacionals.

## Equips
Les seleccions designades per participar en el campionat del món van ser Austràlia (com a hoste), els Països Baixos (vigents campions), els Estats Units (campions del continent americà), Sud-àfrica (campions del continent africà), el Taipei Xinès i l'Índia (del continent asiàtic) i Bèlgica, Portugal, República Txeca, Gran Bretanya, Alemanya i Polònia (del continent europeu). Finalment Catalunya va substituir la República Txeca, que hi va renunciar per motius fincers.
| Grup A | Grup A        |
| ------ | ------------- |
|        | Països Baixos |
|        | Alemanya      |
|        | Catalunya     |
|        | Japó          |

| Grup B | Grup B        |
| ------ | ------------- |
|        | Bèlgica       |
|        | Gran Bretanya |
|        | Austràlia     |
|        | Índia         |

| Grup C | Grup C      |
| ------ | ----------- |
|        | Xina Taipei |
|        | Portugal    |
|        | Polònia     |
|        | Sud-àfrica  |

### Catalunya
La selecció catalana va debutar en competició oficial després del reconeixement provisional de la Federació Catalana de Korfbal per part de la Federació Internacional, l'any 1997, essent la primera selecció esportiva catalana en fer-ho. El seleccionador català, Miguel Angel Tobaruela, va comptar amb 16 esportistes per formar la selecció.

## Primera fase

### Llegenda
| Pts = Punts J = Partits jugats G = Partits guanyats P = Partits perduts |  | CF = Cistelles a favor CC = Cistelles en contra DC = Diferència de cistelles (CF-CC) GG = Partit guanyat per Gol d'or (golden goal) |  |  |

| GRUP A        | Pts | J | G | P | CF  | CC  | DC  |
| ------------- | --- | - | - | - | --- | --- | --- |
| Països Baixos | 9   | 3 | 3 | 0 | 102 | 31  | +71 |
| Alemanya      | 6   | 3 | 2 | 1 | 70  | 49  | +21 |
| Catalunya     | 3   | 3 | 1 | 2 | 57  | 55  | +2  |
| Japó          | 0   | 3 | 0 | 3 | 16  | 110 | −94 |

| 10/07/99 | Catalunya     | 31-3  | Japó          |
| 10/07/99 | Països Baixos | 32-9  | Alemanya      |
| 11/07/99 | Catalunya     | 12–24 | Alemanya      |
| 11/07/99 | Països Baixos | 42–8  | Japó          |
| 12/07/99 | Alemanya      | 37–5  | Japó          |
| 12/07/99 | Catalunya     | 14–28 | Països Baixos |

| GRUP B        | Pts | J | G | P | CF | CC  | DC  |
| ------------- | --- | - | - | - | -- | --- | --- |
| Bèlgica       | 9   | 3 | 3 | 0 | 98 | 34  | +64 |
| Gran Bretanya | 6   | 3 | 2 | 1 | 56 | 45  | +11 |
| Austràlia     | 3   | 3 | 1 | 2 | 52 | 55  | −3  |
| Índia         | 0   | 3 | 0 | 3 | 31 | 103 | −72 |

| 10/07/99 | Gran Bretanya | 31-8  | Índia         |
| 10/07/99 | Austràlia     | 13-28 | Bèlgica       |
| 11/07/99 | Bèlgica       | 23–6  | Gran Bretanya |
| 11/07/99 | Austràlia     | 25–8  | Índia         |
| 12/07/99 | Bèlgica       | 47–15 | Índia         |
| 12/07/99 | Austràlia     | 14–19 | Gran Bretanya |

| GRUP B      | Pts | J | G | P | CF | CC | DC  |
| ----------- | --- | - | - | - | -- | -- | --- |
| Xina Taipei | 9   | 3 | 3 | 0 | 59 | 44 | +15 |
| Portugal    | 6   | 3 | 2 | 1 | 57 | 44 | +13 |
| Polònia     | 3   | 3 | 1 | 2 | 50 | 49 | +1  |
| Sud-àfrica  | 0   | 3 | 0 | 3 | 37 | 66 | −29 |

| 10/07/99 | Taipei Xinès | 19-17 | Portugal   |
| 10/07/99 | Sud-àfrica   | 14-21 | Polònia    |
| 11/07/99 | Polònia      | 13–15 | Portugal   |
| 11/07/99 | Taipei Xinès | 20–11 | Sud-àfrica |
| 12/07/99 | Sud-àfrica   | 12–25 | Portugal   |
| 12/07/99 | Taipei Xinès | 20–16 | Polònia    |

## Fase final

### Quarts de final
| 14/07/99 | Catalunya     | 13–39 | Bèlgica       |
| 14/07/99 | Països Baixos | 31–11 | Austràlia     |
| 14/07/99 | Taipei Xinès  | 20–21 | Alemanya      |
| 14/07/99 | Portugal      | 14–16 | Gran Bretanya |

### Llocs 9 a 12
|  | Llocs 9 a 12 | Llocs 9 a 12 |    |              | Llocs 9 i 10  | Llocs 9 i 10 |
|  |              |              |    |              |               |              |
|  | 15 de juliol |              |    |              |               |              |
|  | Japó         | 8            |    |              |               |              |
|  | Polònia      | 30           |    |              |               |              |
|  |              |              |    |              |               |              |
|  |              |              |    |              | 16 de juliol  |              |
|  |              |              |    |              | Polònia       | 17           |
|  |              | Sud-àfrica   | 14 |              |               |              |
|  |              |              |    |              |               |              |
|  |              |              |    |              |               |              |
|  |              |              |    |              | Llocs 11 i 12 |              |
|  | 15 de juliol | 15 de juliol |    | 16 de juliol | 16 de juliol  |              |
|  | Índia        | 13           |    | Japó         | 13            |              |
|  | Sud-àfrica   | 21           |    |              | Índia         | 33           |

### Llocs 5 a 8
|  | Llocs 5 a 8  | Llocs 5 a 8  |    |              | Llocs 5 i 6  | Llocs 5 i 6 |
|  |              |              |    |              |              |             |
|  | 16 de juliol |              |    |              |              |             |
|  | Austràlia    | 18           |    |              |              |             |
|  | Portugal     | 19∗gg        |    |              |              |             |
|  |              |              |    |              |              |             |
|  |              |              |    |              | 17 de juliol |             |
|  |              |              |    |              | Portugal     | 20          |
|  |              | Xina Taipei  | 19 |              |              |             |
|  |              |              |    |              |              |             |
|  |              |              |    |              |              |             |
|  |              |              |    |              | Llocs 7 i 8  |             |
|  | 16 de juliol | 16 de juliol |    | 17 de juliol | 17 de juliol |             |
|  | Catalunya    | 15           |    | Austràlia    | 22           |             |
|  | Xina Taipei  | 25           |    |              | Catalunya    | 14          |

### Semifinals
|  | Semifinals    | Semifinals   |    |               | Final         | Final |
|  |               |              |    |               |               |       |
|  | 15 de juliol  |              |    |               |               |       |
|  | Països Baixos | 35           |    |               |               |       |
|  | Gran Bretanya | 5            |    |               |               |       |
|  |               |              |    |               |               |       |
|  |               |              |    |               | 17 de juliol  |       |
|  |               |              |    |               | Països Baixos | 23    |
|  |               | Bèlgica      | 11 |               |               |       |
|  |               |              |    |               |               |       |
|  |               |              |    |               |               |       |
|  |               |              |    |               | Llocs 3 i 4   |       |
|  | 15 de juliol  | 15 de juliol |    | 17 de juliol  | 17 de juliol  |       |
|  | Bèlgica       | 23           |    | Gran Bretanya | 24            |       |
|  | Alemanya      | 8            |    |               | Alemanya      | 22    |

| Països Baixos          |
| Campions PAÏSOS BAIXOS |